# Roblín
Roblín település Csehországban, Nyugat-prágai járásban. Roblín Vysoký Újezd, Mořinka, Mořina, Karlík, Chýnice, Vonoklasy és Třebotov településekkel határos. Lakosainak száma 254 fő (2024. január 1.).

## Népesség
A település lakosságának változását az alábbi diagram mutatja:
| Lakosok száma | 225  | 234  | 309  | 217  | 163  | 176  | 221  | 231  | 238  | 254  |
|               | 1869 | 1890 | 1921 | 1950 | 1980 | 2001 | 2017 | 2019 | 2022 | 2024 |